# باقلاسانان
باقلاسانان (نام علمی: Fabales) یا راسته نخود، راسته‌ای از دولپه‌ایها با چهار تیره و ۷۵۴ سرده و بیش از ۲۰۰۰۰ گونه که حدود ۹۵ درصد آن‌ها در باقلائیان (Fabaceae) قرار دارند

## نگارخانه

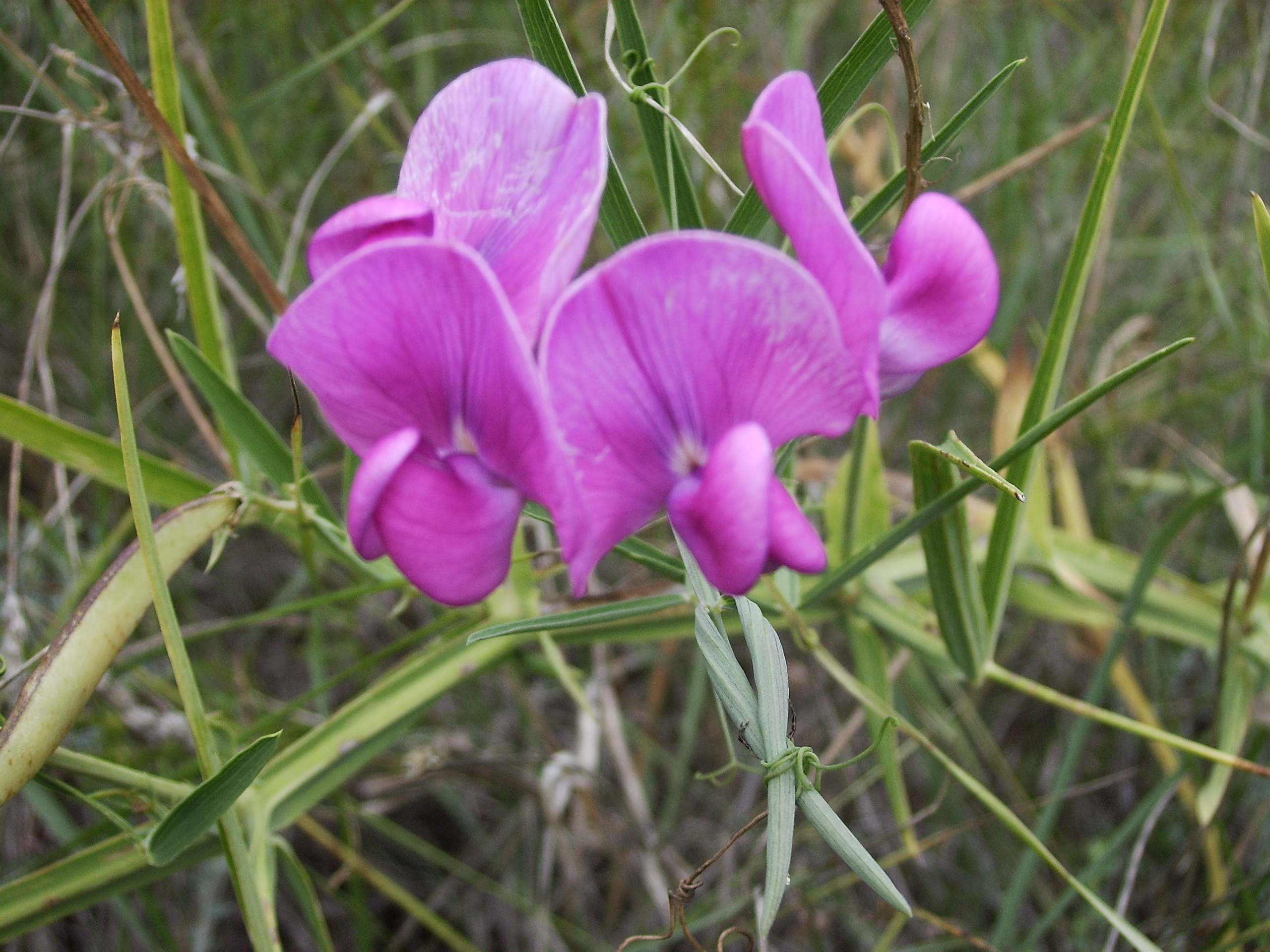
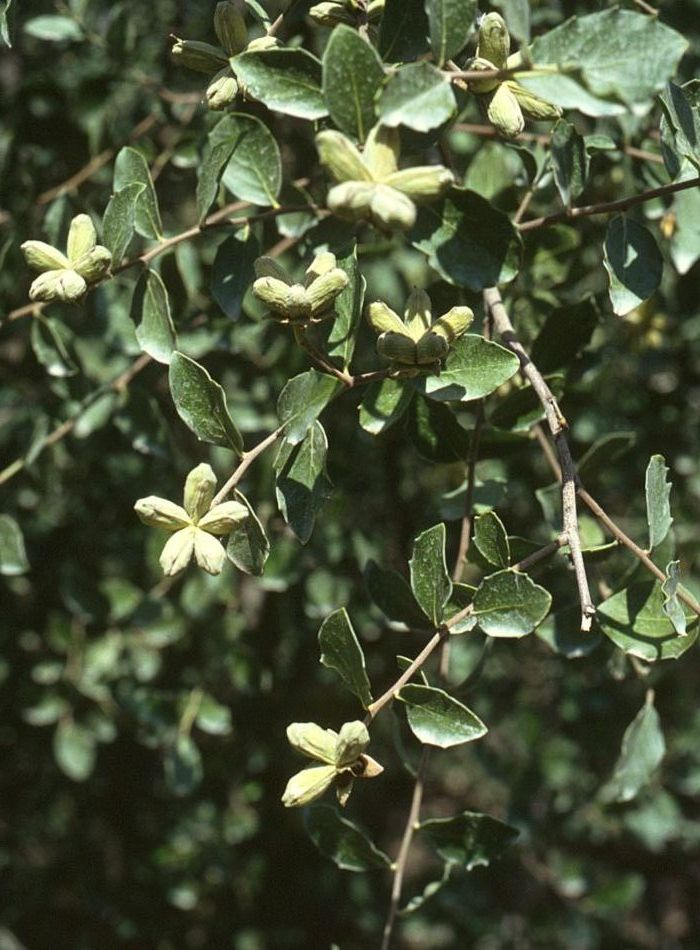
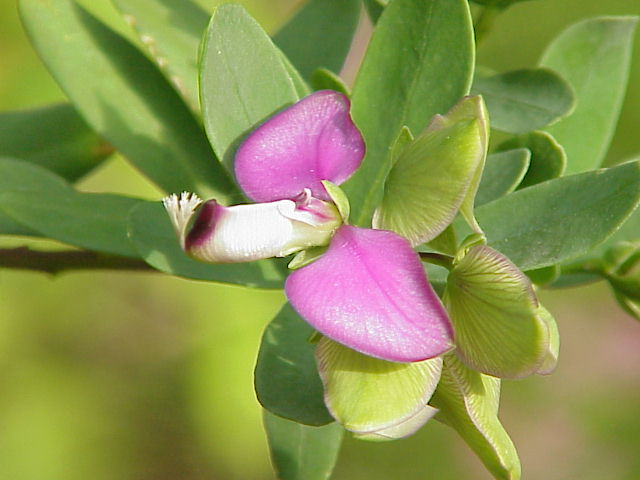
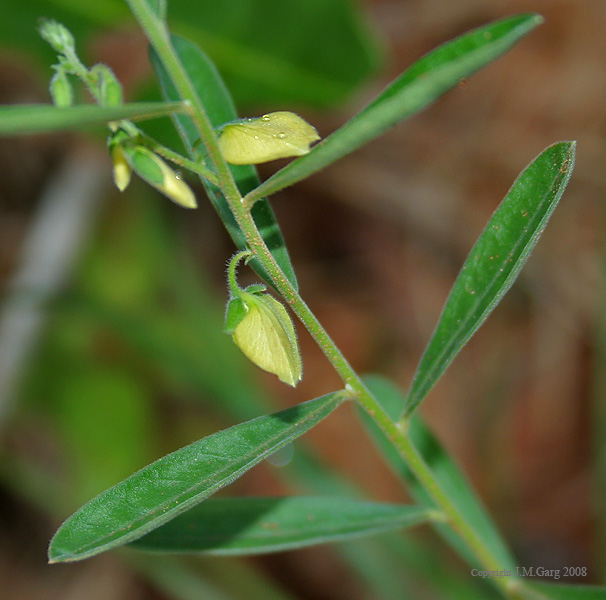
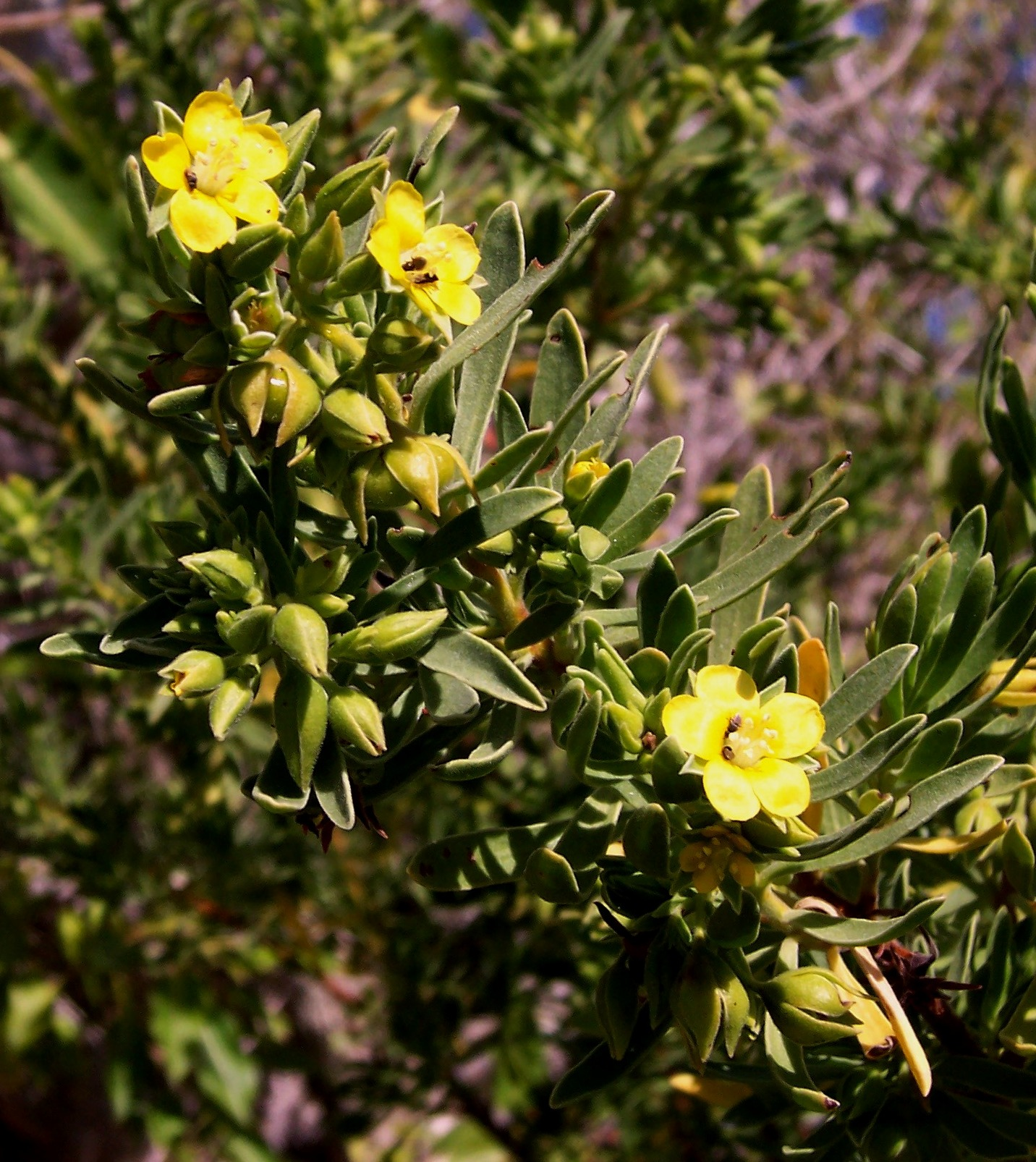